# ABC 살인사건 (영화)
《ABC 살인사건》(영어: The Alphabet Murders 혹은 영어: ABC Murders)은 영국에서 제작된 프랭크 태슐린 감독의 1965년 범죄 코미디 미스터리 영화이다. 토니 랜들, 아니타 엑베리 등이 출연하였고, 로런스 P. 바크먼 등이 제작에 참여하였다.

## 줄거리
피해자들의 이름 머리글자를 따라 연달아 살인 사건이 발생하자 명탐정 에르퀼 푸아로와 친구 아서 헤이스팅스가 수사에 들어간다.

## 출연
- 토니 랜들 - 에르퀼 푸아로 역
- 아니타 엑베리 - 어맨다 역
- 로버트 몰리 - 아서 헤이스팅스 대위 역
- 모리스 데넘 - 제임스 잽 경감 역
- 가이 롤프
- 실라 앨런
- 제임스 빌러스
- 줄리언 글러버
- 클라이브 모턴
- 시릴 러컴
- 리처드 와티스
- 데이비드 로지
- 패트릭 뉴얼
- 오스틴 트레버
- 윈저 데이비스
- 드루 헨리
- 실라 리드
- 마거릿 러더퍼드
- 스트링어 데이비스

## 기타 제작진
- 협력 제작: 벤 아비드
- 배역: 아이린 하워드